# 惠江高速公路
惠江高速公路（或称「省道304線」、「S304線」）是中國廣東省的一條高速公路，這條高速公路东起於东莞常平朗洲（惠州至朗洲段称惠莞高速公路），經過惠州、东莞、广州、中山、江门等市，西止於鹤山共和，与佛开高速公路连接。全长181.014公里，建成段长度为152.887公里，雙向六车道和四車道。其中常平至五点梅段称虎岗高速公路；五点梅至太平段与广深高速公路并行；太平至坦尾段称虎门大桥；坦尾至中山段称广珠东线高速公路；中山至江门龙湾段称中江高速公路；而龙湾至鹤山共和段称江鹤高速公路。
全線出入口由东至西依次為东深、莞樟、莞深、大岭山、五点梅、太平、威远、南沙、港口、横栏、外海、龙湾、杜阮及共和。